# Alf Östlund
Alf Östlund, född 20 januari 1901 i Gudmundrå, Västernorrlands län, död 4 januari 1974 i Stockholm, var en svensk skådespelare och manusförfattare.

## Biografi
Östlund studerade till dansare i Berlin. Han scendebuterade 1920 i Ivar Kallings teater- och operettsällskap. Han engagerades av Ragnar Klange 1935. Östlund medverkade i de flesta av Karl Gerhards revyer under 1950-talet och även i Povel Ramels revymusikal Funny Boy 1958. Under 1960-talet var han engagerad vid Dramaten där han bland annat medverkade i ett par av Ingmar Bergmans uppsättningar. Han filmdebuterade 1929 i Gustaf Edgrens Konstgjorda Svensson, och kom att medverka i drygt 60 filmer.
Östlund är begravd på Norra begravningsplatsen i Stockholm. 

## Filmmanus
- 1956 – På heder och skoj

## Filmografi
- 1929 – Ville Andesons äventyr
- 1929 – Konstgjorda Svensson
- 1933 – Lördagskvällar
- 1934 – Eva går ombord
- 1935 – Grabbarna i 57:an
- 1936 – 33.333
- 1948 – Robinson i Roslagen
- 1948 – Ådalens poesi
- 1948 – Loffe som miljonär
- 1948 – De kämpade sig till frihet
- 1949 – Greven från gränden
- 1949 – Hin och smålänningen
- 1949 – Gatan
- 1949 – Lattjo med Boccaccio
- 1949 – Lång-Lasse i Delsbo
- 1949 – Kronblom kommer till stan
- 1949 – Brytningstider
- 1950 – Stjärnsmäll i Frukostklubben
- 1950 – Påhittiga Johansson
- 1950 – Motorkavaljerer
- 1950 – Medan staden sover
- 1950 – Loffe blir polis
- 1950 – Restaurant Intim
- 1950 – Den vita katten
- 1950 – Rågens rike
- 1950 – Kvartetten som sprängdes
- 1950 – Flicka och hyacinter
- 1950 – Frökens första barn
- 1950 – Kyssen på kryssen
- 1951 – Tull-Bom
- 1951 – Starkare än lagen
- 1951 – Det var en gång en sjöman
- 1951 – Och kråkorna grät...
- 1952 – Kalle Karlsson från Jularbo
- 1952 – Blondie, Biffen och Bananen
- 1953 – Alla tiders 91 Karlsson
- 1953 – Ursula – flickan i finnskogarna
- 1953 – Åsa-Nisse på semester
- 1953 – En skärgårdsnatt
- 1954 – Taxi 13
- 1954 – Åsa-Nisse på hal is
- 1954 – Karin Månsdotter
- 1954 – I rök och dans
- 1954 – Flicka med melodi
- 1954 – Hästhandlarens flickor
- 1955 – 91 Karlsson rycker in
- 1955 – Åsa-Nisse ordnar allt
- 1955 – Finnskogens folk
- 1955 – Das Fräulein von Scuderi
- 1955 – Älskling på vågen
- 1956 – På heder och skoj
- 1956 – Ett kungligt äventyr
- 1957 – Räkna med bråk
- 1957 – 91:an Karlsson slår knock out
- 1957 – Nattens ljus
- 1957 – Klarar Bananen Biffen?
- 1957 – Arken
- 1958 – Jazzgossen
- 1959 – Fröken Chic
- 1960 – Domaren
- 1963 – Ett drömspel
- 1963 – Fan ger ett anbud
- 1964 – Svenska bilder
- 1964 – Vi på Saltkråkan (TV-serie)
- 1965 – Nattmara
- 1968 – Sarons ros och gubbarna i Knohult
- 1970 – Röda rummet (TV-serie)

## Teater

### Roller
| År   | Roll                  | Produktion                                        | Regi               | Teater                        |
| ---- | --------------------- | ------------------------------------------------- | ------------------ | ----------------------------- |
| 1934 | Lanthandlaren         | Johannis i Lillegår'n Gideon Wahlberg             | Gideon Wahlberg    | Tantolundens friluftsteater   |
| 1950 | Falskmyntaren Mathias | Tolvskillingsoperan Bertolt Brecht och Kurt Weill | Ingmar Bergman     | Intiman                       |
| 1952 | Medverkande           | Kyss mej Katie Karl Gerhard                       | Per Gerhard        | Chinateatern                  |
| 1952 |                       | Trettondagsafton William Shakespeare              | Sandro Malmquist   | Skansens friluftsteater       |
| 1953 |                       | Hans nåds testamente Hjalmar Bergman              | Sandro Malmquist   | Skansens friluftsteater       |
| 1953 | Taylor                | Dårskapens timme Anna Bonacci                     | Per Gerhard        | Vasateatern                   |
| 1954 |                       | Rövarna på Hunneberg Rune Lindström               | Sandro Malmquist   | Skansens friluftsteater       |
| 1955 |                       | Markurells i Wadköping Hjalmar Bergman            | Sandro Malmquist   | Skansens friluftsteater       |
| 1956 |                       | Kärlek och guldfeber Gideon Wahlberg              | Gösta Jonsson      | Vanadislundens friluftsteater |
| 1957 |                       | Kärlek och guldfeber Gideon Wahlberg              | Gösta Jonsson      | Vanadislundens friluftsteater |
| 1958 |                       | Revisorn (Ревизор, Revizor) Nikolaj Gogol         | Lars Barringer     | Upsala-Gävle stadsteater      |
| 1960 | Karl-Ludvig           | Kvartetten som sprängdes Birger Sjöberg           | Åke Falck          | Skansens friluftsteater       |
| 1961 | Statsministern i Aten | Lysistrate Aristofanes                            | Hans Dahlin        | Stockholms stadsteater        |
| 1962 | Förste bäraren        | Patrasket Hjalmar Bergman                         | Stina Bergman      | Stockholms stadsteater        |
| 1966 | Medverkande           | I afton improviserar vi Luigi Pirandello          | Mimi Pollak        | Dramaten                      |
| 1968 | Lampan Sandwichmannen | Varför är det så ont om Q? Hans Alfredson         | Lars-Erik Liedholm | Dramaten                      |
| 1972 | Bokhållare Gråberg    | Vildanden Henrik Ibsen                            | Ingmar Bergman     | Dramaten                      |

### Fotnoter
1. 1 2  ”Alf Östlund”. Svensk Filmdatabas. http://www.sfi.se/sv/svensk-filmdatabas/Item/?type=PERSON&itemid=59199&iv=OVERVIEW. Läst 21 augusti 2012.
2. ↑  ”Alf Östlund”. Dramaten. Arkiverad från originalet den 23 september 2015. https://web.archive.org/web/20150923223832/http://www.dramaten.se/Medverkande/Rollboken/Person/5599/. Läst 24 augusti 2015.
3. ↑  Norra begravningsplatsen, kvarter 17A, gravnummer 294 Hitta Graven, Stockholms stad
4. ↑  ”'Johannes i Lillegår'n' i Tantolunden”. Dagens Nyheter:  s. 20. 10 juni 1934. http://arkivet.dn.se/arkivet/tidning/1934-06-10/154/20. Läst 7 januari 2016.
5. ↑  ”Tolvskillingsoperan”. Stiftelsen Ingmar Bergman. http://ingmarbergman.se/verk/tolvskillingsoperan. Läst 15 oktober 2015.
6. ↑  ”Teaterannons”. Dagens Nyheter:  s. 11. 21 februari 1952. https://arkivet.dn.se/tidning/1952-02-21/51/27. Läst 27 december 2019.
7. 1 2 3 4  ”Skansenteatern”. Leopolds antikvariat. Arkiverad från originalet den 28 mars 2016. https://web.archive.org/web/20160328020221/http://www.abm.se/leopolds/Skansenteatern.html. Läst 19 mars 2016.
8. ↑  ”Dårskapens timme”. Musikverket. http://calmview.musikverk.se/CalmView/Record.aspx?src=CalmView.Performance&id=PERF14094&pos=465. Läst 6 maj 2016.
9. ↑  S B-l (16 juni 1956). ”Guldfeber i Vanadislunden”. Dagens Nyheter:  s. 10. http://arkivet.dn.se/arkivet/tidning/1956-06-16/161/10. Läst 18 mars 2016.
10. ↑  ”Gamla dragplåster i buskarna: Lagerlöf, Fischer och Wahlberg på sommarens friluftsprogram”. Dagens Nyheter:  s. 14. 9 maj 1957. http://arkivet.dn.se/arkivet/tidning/1957-05-09/125/14. Läst 18 mars 2016.
11. ↑  S. B-l (6 september 1958). ”Uppsala stadsteater ger Gogols 'Revisorn'”. Dagens Nyheter:  s. 18. https://arkivet.dn.se/tidning/1958-09-06/241/18. Läst 29 januari 2022.
12. ↑  Ebbe Linde (2 augusti 1960). ”Nytt folk i 'Kvartetten'”. Dagens Nyheter:  s. 8. http://arkivet.dn.se/arkivet/tidning/1960-08-02/207/8. Läst 18 mars 2016.
13. ↑  ”Vildanden”. Stiftelsen Ingmar Bergman. http://ingmarbergman.se/verk/vildanden. Läst 14 oktober 2015.